# 中村音吉
中村 音吉（なかむら おときち、1883年（明治16年）4月9日 - 1967年（昭和42年）10月15日）は、大日本帝国陸軍軍人。最終階級は陸軍中将。

## 経歴
1883年（明治16年）に福岡県で生まれた。陸軍士官学校第18期、陸軍大学校第26期卒業。1929年（昭和4年）8月1日、陸軍歩兵大佐進級と同時に山口連隊区司令官に就任し、1931年（昭和6年）8月に歩兵第63連隊長に転じ、1932年（昭和7年）12月に第19師団参謀長に就任した。
1934年（昭和9年）8月1日に陸軍少将に進級し、歩兵第22旅団長に就任した。1935年（昭和10年）8月に第7師団司令部附となり、1937年（昭和12年）11月1日に陸軍中将に進級し待命、11月28日に予備役に編入された。
1947年（昭和22年）11月28日、公職追放仮指定を受けた。